# Милија Радовановић
Милија Радовановић (Туларе, код Медвеђе, 15. мај 1912 — Београд, 29. фебруар 1996) био је учесник Народноослободилачке борбе и друштвено-политички радник Социјалистичке Републике Србије.

## Биографија
Рођен је 15. маја 1912. у селу Туларе, код Медвеђе. У родом селу је завршио основну школу, а као ученик гимназије прикључио се омладинском револцуионарном покрету. Током студија на Правном факултету у Београду, учествовао је у револуционаром студентском покрету и 1938. постао члан Комунистичке партије Југославије (КПЈ). Од 1940. деловао је као илегални партијски радник у Лесковцу и јабланичком срезу, где је био секретар Среског повереништва КПЈ за јабланички срез.
Након окупације Југославије, у лето 1941. био је један од организатора устанка у Јабланици, а деловао је и на подручју Топлице и Расине. Налазио се на дужностима политичког комесара Кукавичког партизанског одреда, политичког комесара Јабланичко-пасјачког партизанског одреда, секретара Окружног комитета КПЈ за Крушевац, секретара Окружног комитета КПЈ за Лесковац и др.
Након ослобођења, налазио се на дужностима Окружног комитета КПС у Лесковцу, секретара Владе НР Србије за персонална питања, секретара Обласног комитета КПС за Ниш и председника Обласног народног одбора за Ниш, од 1949. до 1952. године. Потом је од 1952. до 1967. био члан Извршног већа Скупштине СР Србије, такође се налазио на дужностима — секретара Организационо-политичког секретаријата Централног комитета Савеза комуниста Србије, председника Одбора за друштвени надзор Скупштине СР Србије.
Био је члан Главног одбора Народног фронта Србије, односно Социјалистичког савеза радног народа Србије и Главног одбора Савеза удружења бораца Народноослободилачког рата Србије (СУБНОР), чији је председник био од 1964. до 1969. године. Потом је био командант Републичког штаба народне одбране Србије. Године 1974. изабран је за члана првог сазива Председништва СР Србије, где се налазио на положају потпредседника, док је председник Председништва био Дража Марковић.
Биран је за посланика Народне скупштине НР Србије, односно Скупштине СР Србије, од првог до петог сазива и за посланика Народне скупштине ФНРЈ, односно Савезне народне скупштине, од првог до четвртог сазива. Биран је и за члана Савета федерације.
Умро је 29. фебруара 1996. у Београду, а сахрањен је у Алеји заслужних грађана на Новом гробљу.
Носилац је Партизанске споменице 1941. и других југословенских одликовања, међу којима су — Орден југословенске заставе са лентом, Орден народног ослобођења, Орден заслуга за народ првог и другог реда, Орден братства и јединства другог реда, Орден за храброст и др.